# Oermingen
Oermingen es una localidad y comuna francesa, situada en el departamento de Bajo Rin en la región de Alsacia.
La comuna se sitúa en la región natural de la Alsace Bossue, en la frontera con la región de Lorena, en el valle del río Eichel a pocos kilómetros de distancia de Sarre-Union.

## Demografía
| 1491 | 1526 | 1393 | 1411 | 1315 | 1256 |
| Para los censos de 1962 a 1999 la población legal corresponde a la población sin duplicidades (Fuente: INSEE [Consultar]) |      |      |      |      |      |

## Patrimonio
- Fiesta de la cebolla ("Ziewelfescht" en alsaciano)

## Personajes célebres
- el abad Antoine Gapp (1766-1833)